# Agder vitenskapsakademi
Agder vitenskapsakademi med säte i Kristiansand har sin bakgrund i Agder akademi, som grundades den 27 oktober 1962. 
Initiativtagare var redaktör Magnus Breilid och akademins första preses, Dr. phil. Halvor Vegard Hauge, rektor för Kristiansands katedralskola. Hauge vile medverka till att Agder och Sørlandet såsom sydnorsk region skulle få ett eget universitet, och akademien ville bereda väg för detta. Agder distriktshøyskole (ADH) startade 1969, med Hauge som den förste rektorn.
Agder vitenskapsakademi återupprättades den 27 oktober 2002 i Arendals stadshus. Rektorn vid universitetet i Agder, professor Ernst Håkon Jahr valdes då till preses.